# Homarus gammarus
Homarus gammarus, còn được gọi là Tôm hùm châu Âu hay Tôm hùm Tây, là một loài tôm hùm sinh sống ở đông Đại Tây Dương, Địa Trung Hải và một số nơi ở Biển Đen. Nó có quan hệ gần với tôm hùm châu Mỹ, H. americanus. Nó có thể dài 60 cm (24 in) và nặng 6 kilôgam (13 lb), và có đôi càng đáng chú ý. Lúc đang sống nó có màu xanh và khi nấu chín có màu đỏ. Mùa giao phối và sinh sản vào mùa hè, con cái mang bụng trứng trong một năm trước khi nở thành ấu trùng. Đây là một thực phẩm rất quý, người ta đánh bắt bằng lưới và bẫy tôm, chủ yếu xung quanh British Isles.

## Hình ảnh

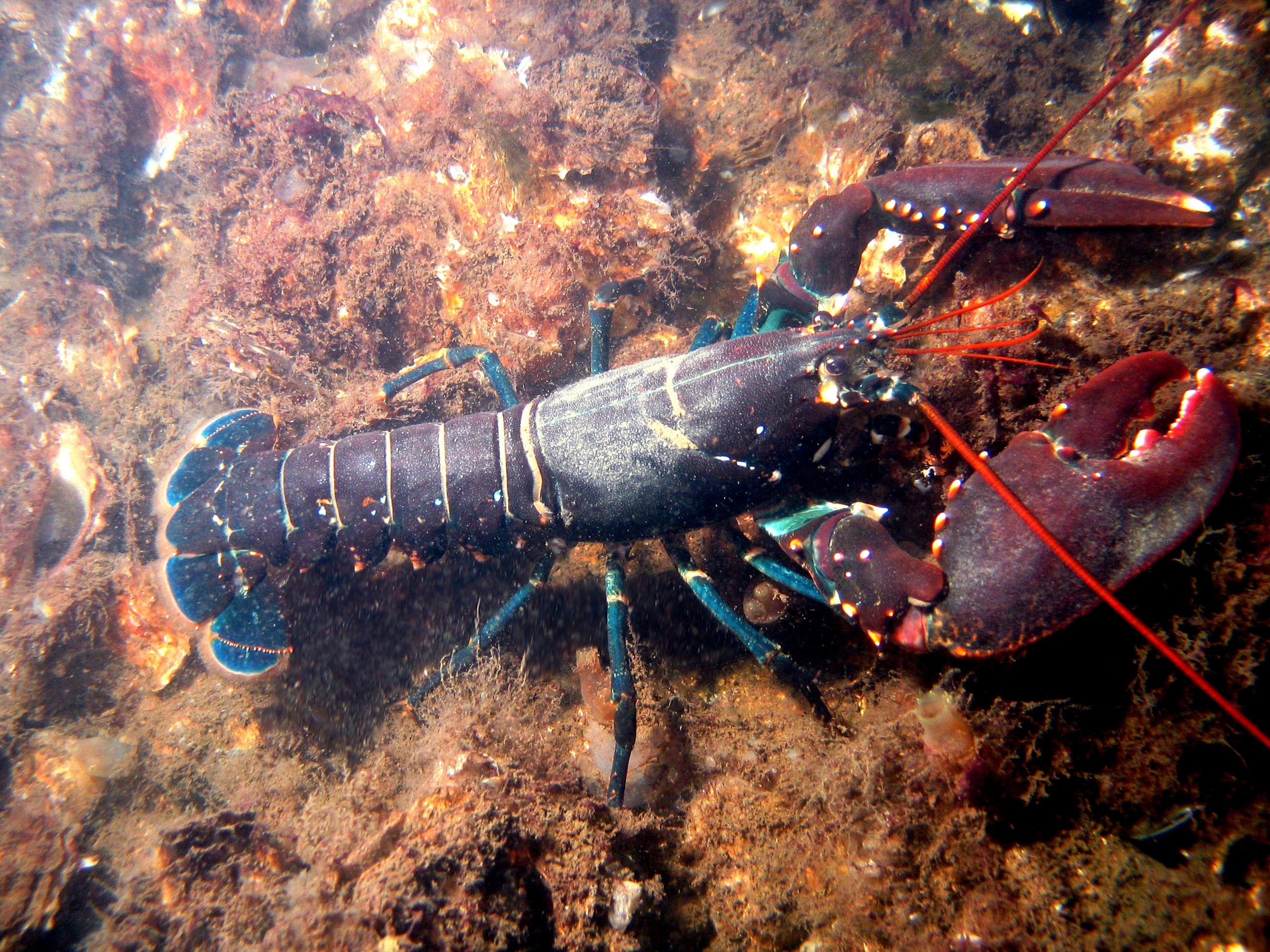
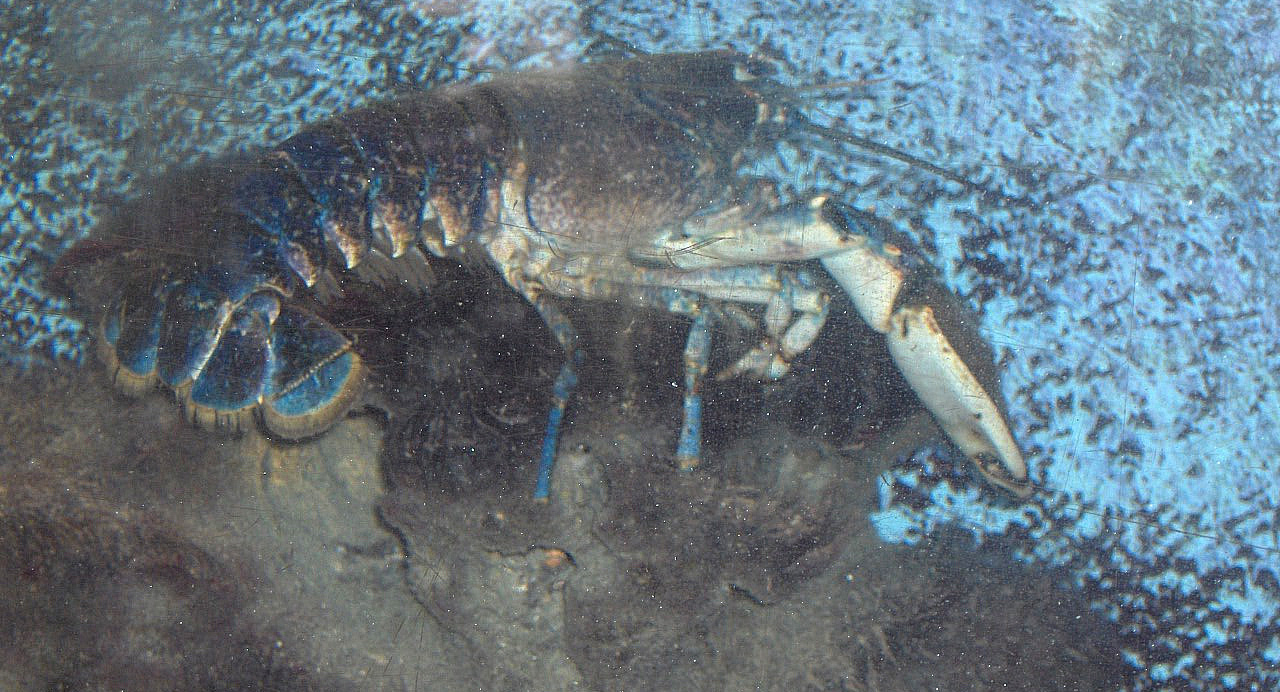
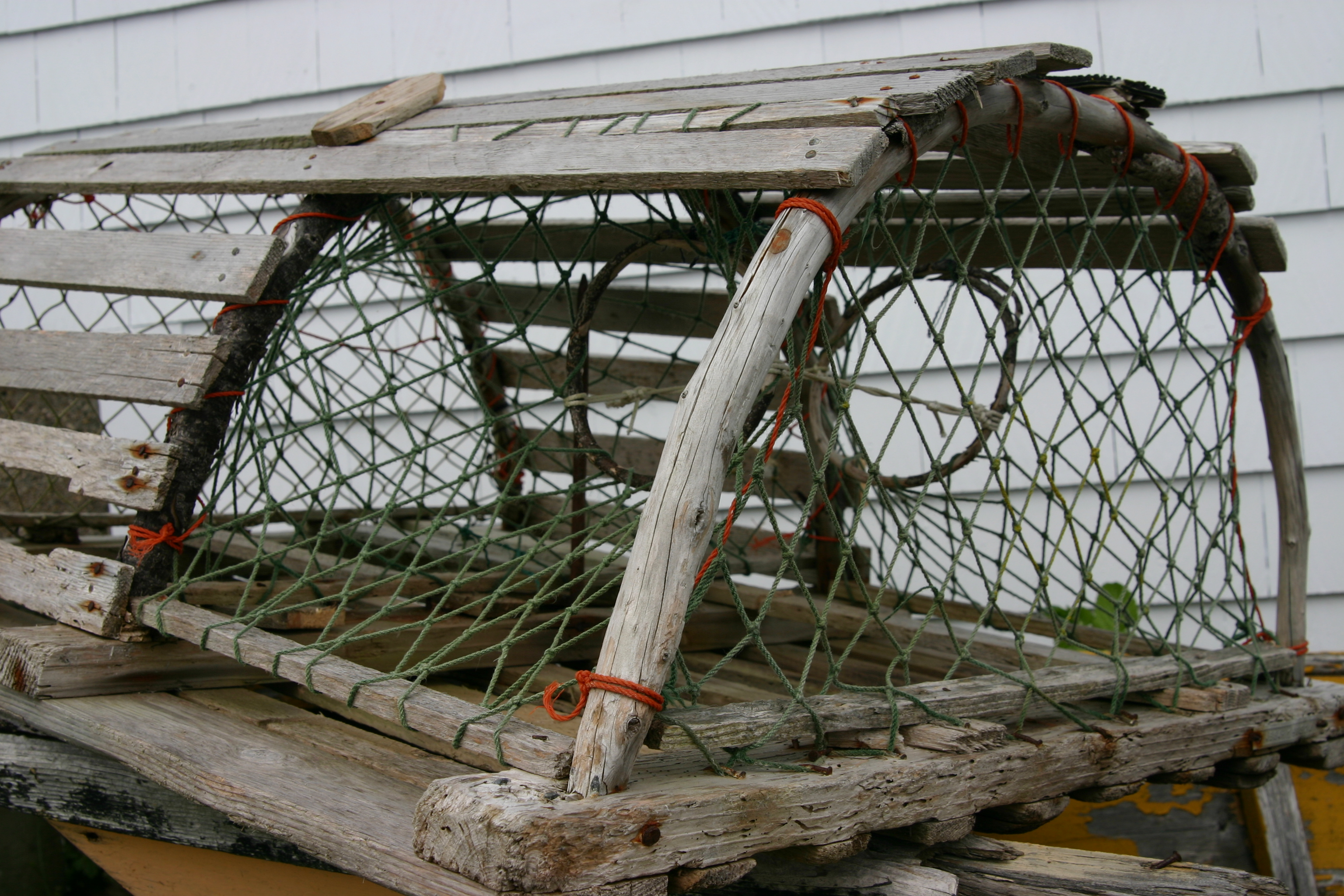
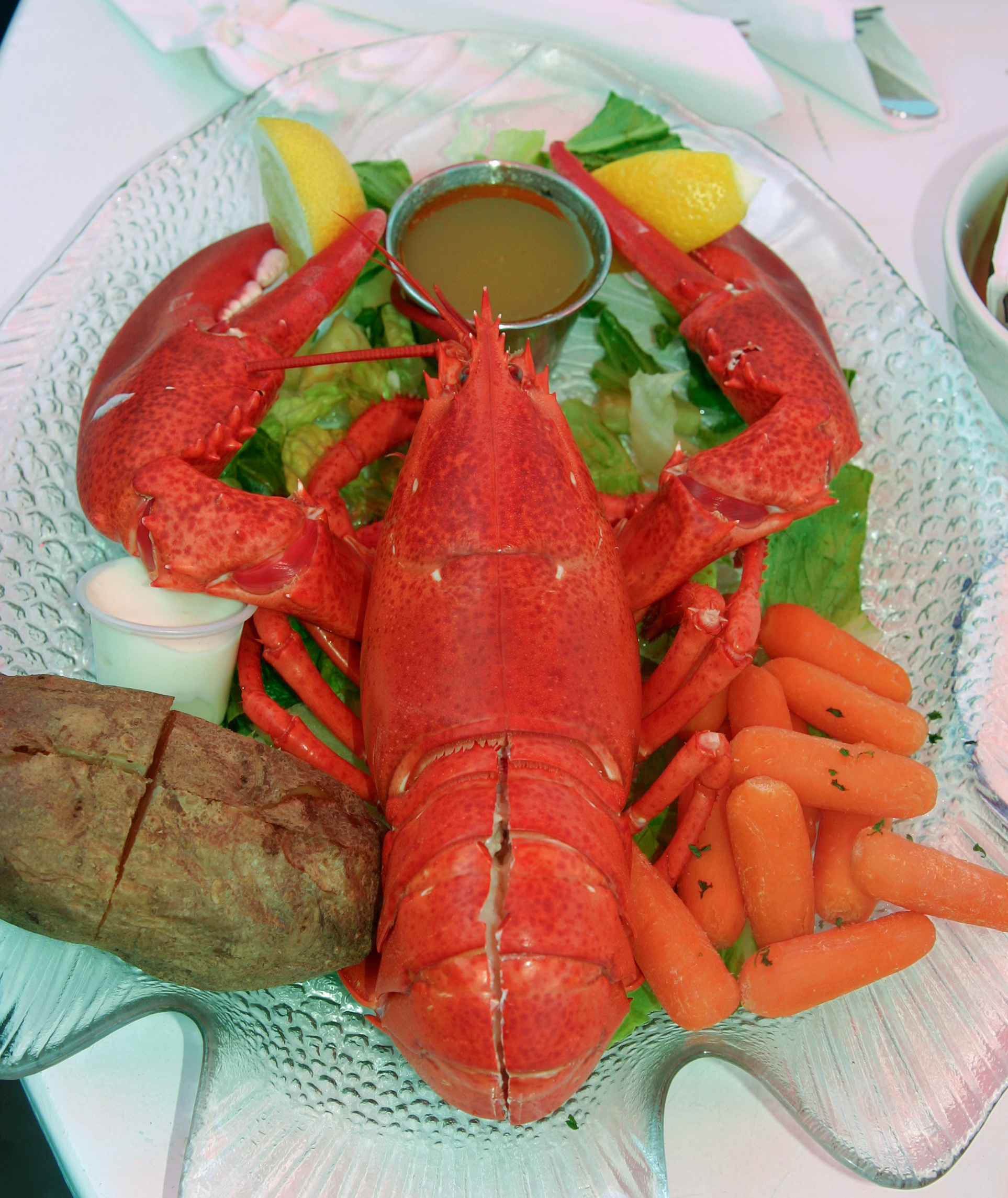